# Obusier de 7,2 pouces

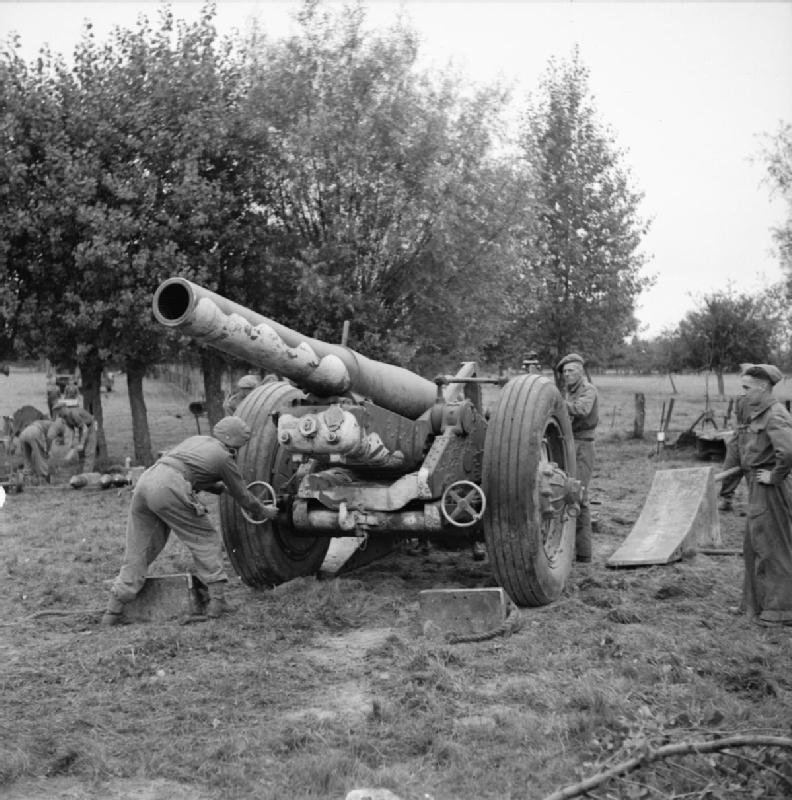
France, 1944

L'obusier de 7,2 pouces (BL 7.2 inch Howitzer Mk.I), et ses diverses variantes, est une pièce d'artillerie lourde  britannique de la Seconde Guerre mondiale.
Il ne s'agit pas vraiment d'un type original mais plutôt d'une déclinaison en 183mm de l'obusier de 8 pouces (203mm) britannique de la Première Guerre mondiale. Il correspond au besoin pressant de pièces lourdes de l'armée britannique au début de la Seconde Guerre mondiale.

## Caractéristiques
- Pays : Angleterre
- Portée : 15 500 m
- cadence de tir : 1 par 3 minutes
- Poids de l'obus : 91 kg
- Vitesse : 518 m/s
- Servants : 10 (12 pour les versions Mk6).

Sa particularité est d'offrir un mécanisme de recul en trois éléments : un système hydraulique pour le tube, des freins sur les roues de l'affût et des cales (comme celles que l'on peut voir sur l'illustration ci-dessus).

## Source
- (en) Cet article est partiellement ou en totalité issu de l’article de Wikipédia en anglais intitulé « BL 7.2-inch howitzer » (voir la liste des auteurs).